# DAWN -陽はまた昇る-
『DAWN -陽はまた昇る-』（ドーン ひはまたのぼる）は、原作：倉科遼、作画：ナカタニD.による日本の漫画。『ビッグコミックスピリッツ』（小学館）にて2006年7月15日発売号まで連載された。

## ストーリー
主人公・矢作達彦は、新宿でホームレスをしていたが、ホームレスを起用した農業会社設立や、外資によるハゲタカ買いから日本を救うための活動に奮闘。新世紀銀行を買収し、保坂やアップルウッド経営陣を排した旧経営陣と共に活動する。この際に、民自党政権と銀行間での癒着の証拠である「パンドラの箱」を握ったため、民自党は矢作にうかつに手を出せずにいる。
DAWNファンドを設立し、若者起業支援や中国との関係強化のための活動など、以後の「日本再生」のための活動の中核としていく。北脇進歩党党首や、高校時代の同級生による同志集団「七人のサムライ」と手を組んで、政治改革に奔走する。
後に、民自党離党者を進歩党に取り込むことで、選挙によらない与野党逆転をもくろみ、さらに中国に対して巨大経済援助計画、およびシベリア共同資源開発計画を提案して、関係改善をはかる。

## 登場人物

### 主要人物
矢作達彦
元ニューヨークウォール街のルビンシュタイン証券のエリートであり、国際金融界で「伝説の男」と呼ばれている。日本再生のために立ち上がる。左頬に絆創膏を貼っている。ハーバード大学MBA卒。
保坂秀樹
東京大学卒。新世紀銀行行員。高校時代、矢作と同じラグビー部出身。
松本奈緒
アジア通信経済部記者。
尾崎冴子
矢作や保坂と高校時代の同級生。今では女将をしている。

### 金融界
高嶋義剛
新世紀銀行常務。
キャサリン・マクガイバー
ルビンシュタイン証券行員。矢作の元同僚。
中村徹
村野証券投資銀行本部M&A総括部長。矢作のハーバード大時代の同期。
千元石政
新世紀銀行最高経営責任者。

### 政界
大城信一郎
内閣総理大臣。アメリカ外資の日本買い推進派と目されている。
高木耕造
金融担当大臣。学者あがり。アメリカ外資の日本買い推進派と目されている。
見城秀人
内閣官房副長官。リスク管理のプロ。
北脇謙吾
野党進歩党大物政治家。
西岡一馬
野党進歩党の代議士。兵庫1区選出。矢作、保坂、尾崎の高校時代の同級生。

### その他
島田
東京のホームレス。かつて呉服店を経営していた。ホームレス仲間からは「島さん」と呼ばれている。
保坂幸子
保坂秀樹の妻。元新世紀銀行行員。
フミ
矢作の住いである六本木センチュリーヒルズのお手伝い。